# Sakana

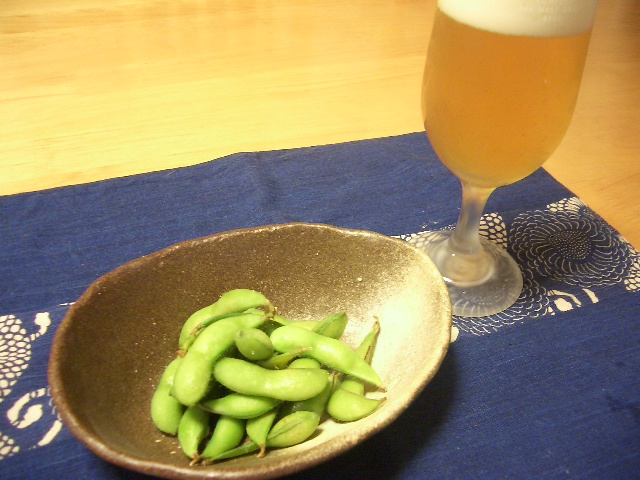
Edamame geserveerd als sakana met bier.

Sakana (Japans: 肴, Hepburn: sakana) is een doorgaans klein zoutig bijgerecht dat in Japan van origine wordt geserveerd bij de rijstwijn sake of shochu om de smaak optimaal te kunnen ervaren. Tegenwoordig wordt sakana echter geserveerd bij elke alcoholische drank. Sakana is vergelijkbaar met anju in Zuid-Korea. Sakana wordt wel eens vergeleken met tapas maar deze vergelijking gaat scheef, daar tapas traditioneel zijn bedoeld als eetlustopwekkende voorgerechtjes.

## Etymologie
Het woord sakana is de romaji-transliteratie van de kanji 肴. Het is een samenstelling van de karakters 酒 [saka] "sake" in de kun-lezing en 菜 [na] "bijgerecht" eveneens in de kun-lezing. Deze karakters zijn samengevoegd tot het karakter 肴 [sakana] "bijgerecht voor bij de sake". De uitspraak is, net als de elementen waaruit het karakter is opgebouwd, in de kun-lezing. Het karakter kan eveneens "vis" betekenen, maar dan wel in de betekenis van 'bereidde vis, bestemd voor consumptie'. Soms wordt daarom ook als alternatief het karakter 魚 "vis" gebruikt, dit karakter wordt dan, vanuit de kun-lezing, eveneens uitgesproken als: sakana.

## Aanleiding
Sakana zijn niet bedoeld als een amuse, zoals nogal eens wordt gedacht. Sakana gelden formeel als bijgerechten, maar zijn louter bedoeld als bron van zout. Het doel is om kleine hapjes van de sakana te nemen tijdens het drinken van sake of shochu. Het zout van de sakana werkt als een egalisator in de smaakbeleving. Sake is traditioneel erg suikerrijk, suiker en zout neutraliseren elkaar op de tong, hierdoor kan men optimaal de smaak van de sake beleven.

## Modern gebruik
Sakana worden standaard geserveerd bij alcoholische dranken in izakaya en bij yatai. Hoewel het gebruik is ontstaan om de smaak van sake optimaal te kunnen beleven, wordt dit gebruik ook doorgezet bij elke denkbare alcoholische drank. Sakana wordt bezien als onlosmakelijk element van de sakecultuur.

## Typen sakana
In huiselijke kring worden doorgaans eenvoudige zoutjes gebruikt, zoals Japanse zoutjes, hoewel de zoutjes die worden genuttigd in Japan wezenlijk verschillen met de zogenaamde Japanse mix die in westerse supermarkten worden verkocht. De snack 柿の種 [kaki no tane] is een eenvoudige mix van pinda's en kleine rijstzoutjes met sojasmaak in halvemaanvorm en is erg populair in Japan voor thuisgebruik.
Een incomplete lijst met veel voorkomende sakana.
- Algemene sakana:
  - Yakitori - gegrilde kipspiezen
  - Kushikatsu - gefrituurde vlees- en groentespiezen
  - Sashimi - schijfjes rauwe vis
  - Tsukemono - in zuur ingelegde groentes
  - Kimchi - Koreaanse gefermenteerde kool
  - Gyoza - met vlees gevulde dumpling

- Sakana die veel worden genuttigd met bier:
  - Edamame - in de peul gekookte sojabonen
  - Nankotsu - met beslag bedekte kipfilet gefrituurd in olie
  - Worstjes

- Sakana die veel worden genuttigd met sake:
  - Shiokara - zoutige viskeuze soep gemaakt met de gefermenteerde ingewanden van vissen en inktvissen.
  - Viskuit
    - Uni (zee-egel-pulp) - de eitjes of kuit van de zee-egel
    - Ikura (rode kaviaar) - de eitjes van de zalm
    - Mentaiko (pittige kabeljauwkuit) - de eitjes van de kabeljauw
    - Tarako (kabeljauwkuit) - de eitjes van de kabeljauw
    - Sujiko (gezouten zalmkuit) - de eitjes van de zalm

- Kleine snacks:
  - Atarime / ika ichiya-boshi - Gedroogde inktvis
  - Ei-hire - gedroogde rajidae
  - Zeewier
  - Kaas
  - Pinda's
  - Noten
  - Chips
  - Arare - rijstcrackers gemaakt met kleefrijst en op smaak gebracht met sojasaus.
  - Tatami iwashi - in plakjes zongedroogde babysardines.

## Galerij

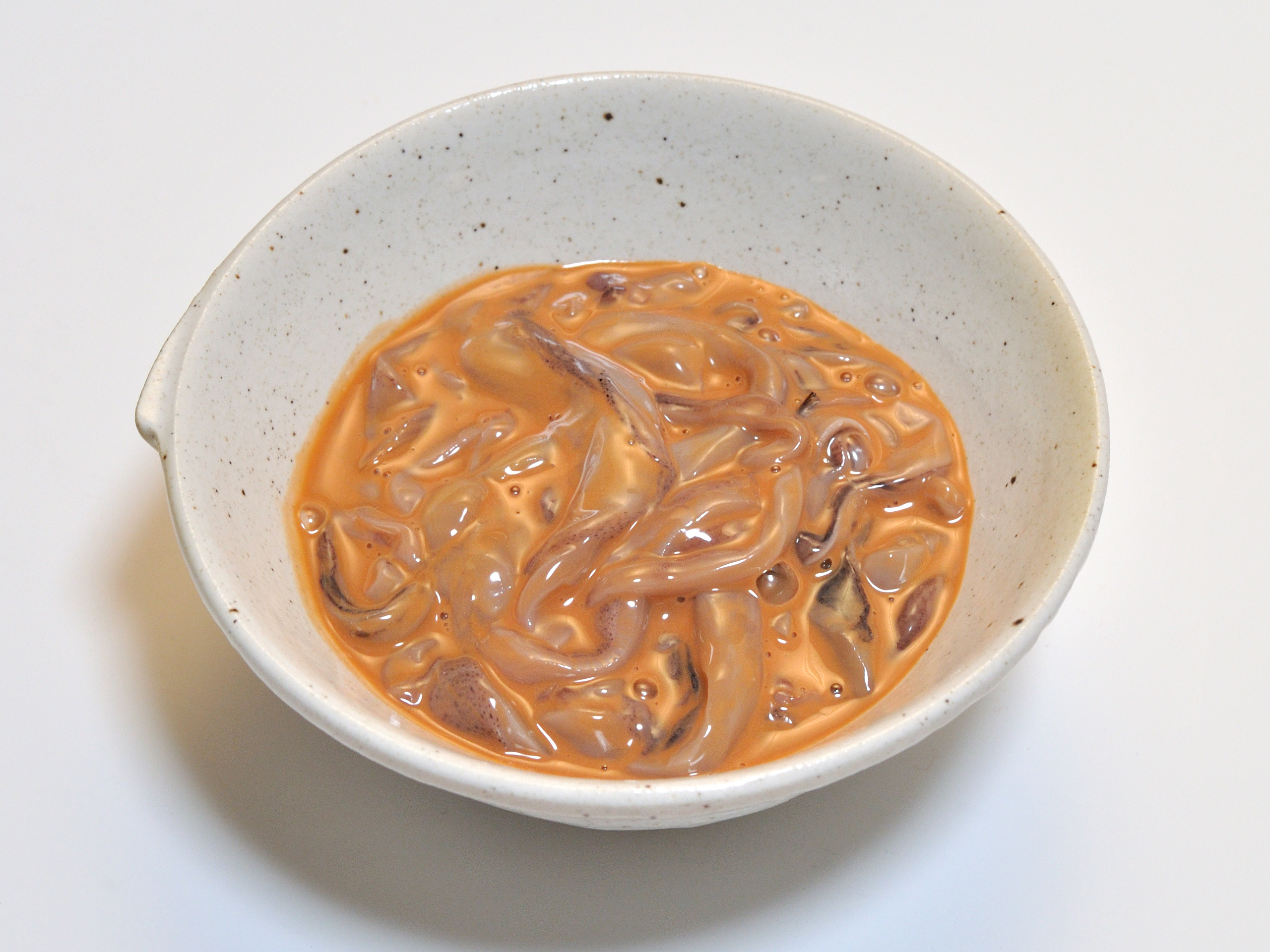
塩辛 Shiokora - vissoep van gefermenteerde ingewanden
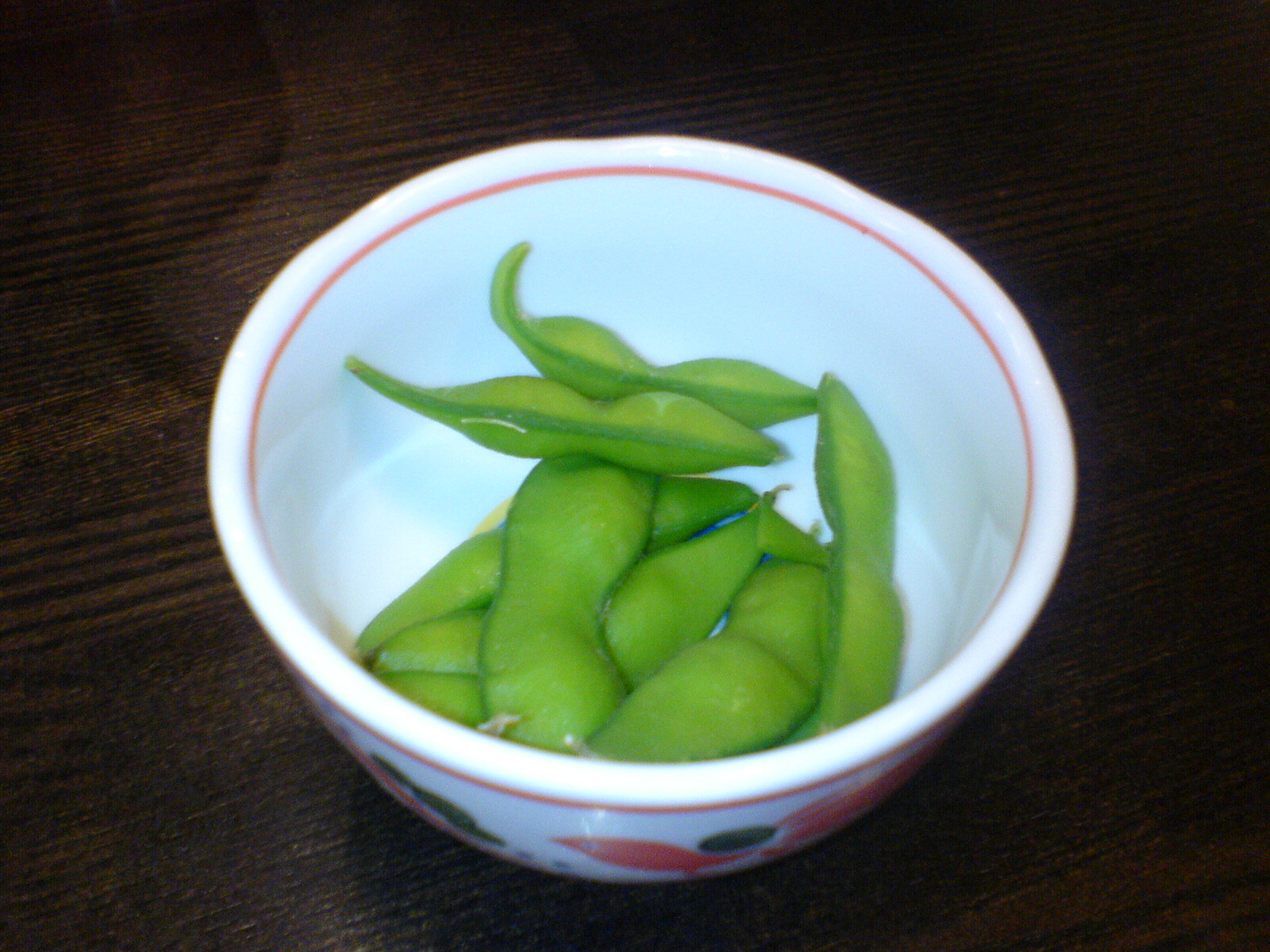
枝豆 Edamame - in peul gekookte sojabonen
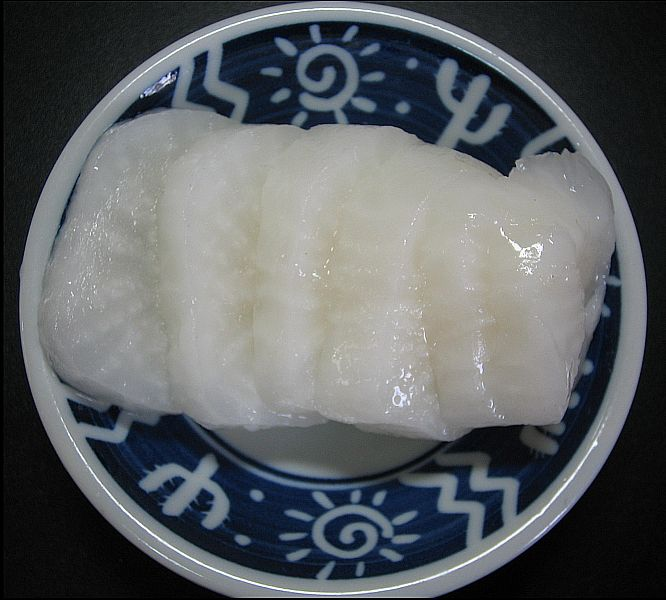
べったら漬け Bettarazuke - ingelegde rammenas
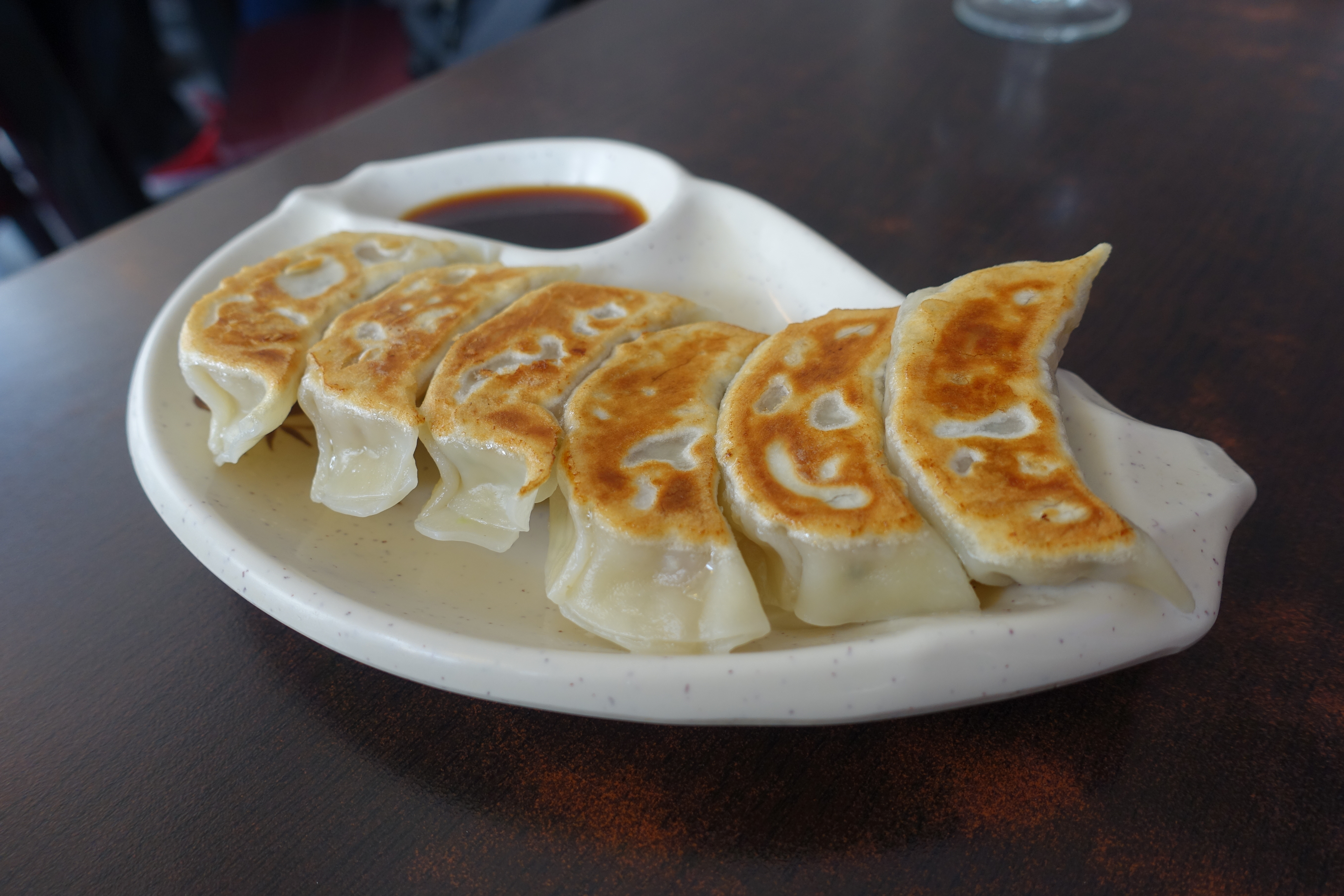
餃子 Gyoza
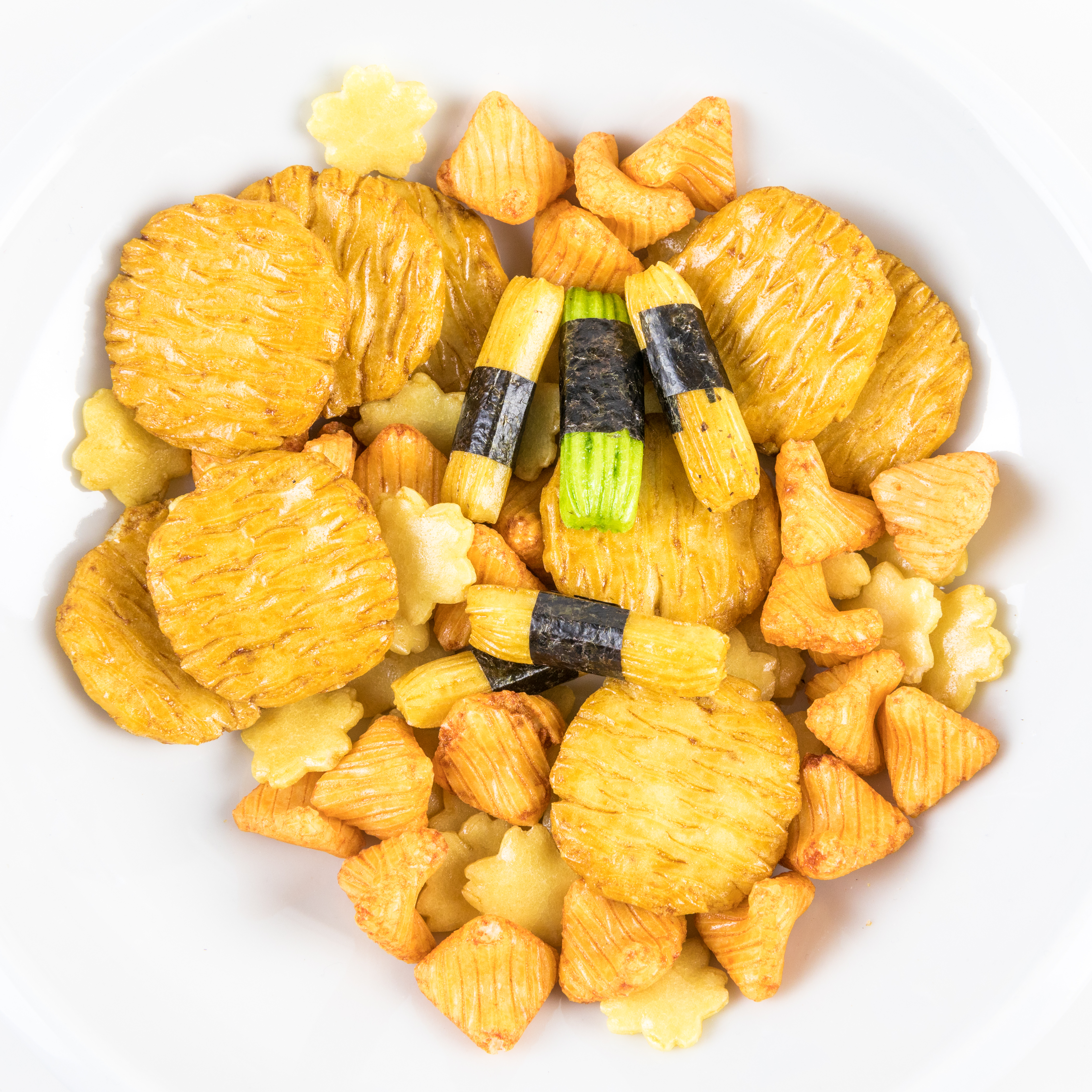
あられ Arare - rijstcrackers
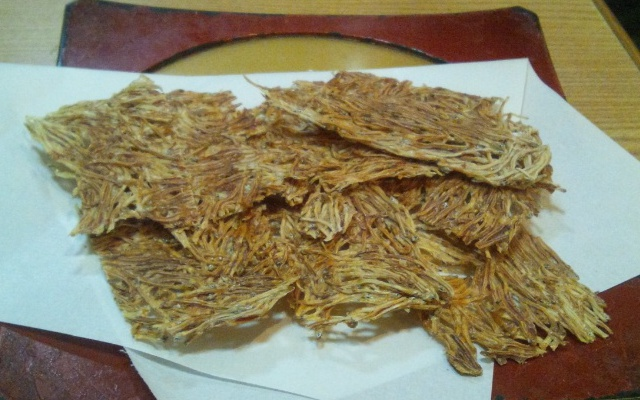
たたみいわし Tatami iwashi - Gedroogde babysardines